# Trigueros del Valle
Trigueiros do Vale (em castelhano:  Trigueros del Valle) é um município da Espanha na província de Valhadolide, comunidade autônoma de Castela e Leão, de área 38 km² com população de 296 habitantes (2017) e densidade populacional de 7,8 hab/km².

## Patrimônio
Merecem destaque o Castelo de Trigueros del Valle do século XV em atual fase de reabilitação sendo habilitadas bodegas e torres principais, a sua ermida dedicada à Virgem do Castelo que data do século X e a igreja de São Miguel Arcanjo do século XII. As festas são dedicadas à patrona, durante o primeiro domingo de setembro. Seus padroeiros locais: São Miguel e Santo Isidoro.

## Demografia
| Variação demográfica do município entre 1991 e 2017 | Variação demográfica do município entre 1991 e 2017 | Variação demográfica do município entre 1991 e 2017 | Variação demográfica do município entre 1991 e 2017 | Variação demográfica do município entre 1991 e 2017 | Variação demográfica do município entre 1991 e 2017 | Variação demográfica do município entre 1991 e 2017 | Variação demográfica do município entre 1991 e 2017 | Variação demográfica do município entre 1991 e 2017 | Variação demográfica do município entre 1991 e 2017 | Variação demográfica do município entre 1991 e 2017 | Variação demográfica do município entre 1991 e 2017 |
| --------------------------------------------------- | --------------------------------------------------- | --------------------------------------------------- | --------------------------------------------------- | --------------------------------------------------- | --------------------------------------------------- | --------------------------------------------------- | --------------------------------------------------- | --------------------------------------------------- | --------------------------------------------------- | --------------------------------------------------- | --------------------------------------------------- |
| 1991                                                | 1996                                                | 2001                                                | 2003                                                | 2005                                                | 2007                                                | 2009                                                | 2011                                                | 2013                                                | 2015                                                | 2016                                                | 2017                                                |
| 279                                                 | 282                                                 | 295                                                 | 328                                                 | 335                                                 | 340                                                 | 351                                                 | 344                                                 | 326                                                 | 315                                                 | 303                                                 | 296                                                 |